# Bodonhely
Bodonhely là một thị trấn thuộc hạt Győr-Moson-Sopron, Hungary. Thị trấn này có diện tích 11,1 km², dân số năm 2010 là 299 người, mật độ 27 người/km².